# Paradaeum rattrayi
Genre
Espèce
Paradaeum rattrayi, unique représentant du genre Paradaeum, est une espèce d'opilions laniatores de la famille des Triaenonychidae.

## Distribution
Cette espèce est endémique du Cap-Oriental en Afrique du Sud. Elle se rencontre dans les montagnes d'Amathole .

## Description
La femelle syntype mesure 5,7 mm

## Étymologie
Cette espèce est nommée en l'honneur de George J. Rattray (1872-1941).

## Publication originale
- Lawrence, 1931 : « The harvest-spiders (Opiliones) of South Africa. » Annals of the South African Museum, vol. 29, no 2, p. 341–508 (texte intégral).